# Nepheronia pharis
Nepheronia pharis är en fjärilsart som först beskrevs av Jean Baptiste Boisduval 1836.  Nepheronia pharis ingår i släktet Nepheronia och familjen vitfjärilar. Inga underarter finns listade i Catalogue of Life.